# 南湖乡 (哈密市)
南湖乡，是中华人民共和国新疆维吾尔自治区哈密市伊州区下辖的一个乡镇级行政单位。

## 行政区划
南湖乡下辖以下地区：
南湖村、托普塔勒村和红山村。